# 2666 (novela)
2666 es una novela póstuma del escritor chileno Roberto Bolaño publicada en el año 2004. Consta de cinco partes que el autor, por razones económicas, planeó publicar como cinco libros independientes para asegurar así, en caso de fallecimiento, el futuro de sus hijos. No obstante, tras su muerte, los herederos ponderaron el valor literario y decidieron editarla como una única novela. La decisión la tomaron junto con su editor, Jorge Herralde, y el crítico literario Ignacio Echevarría, que revisó y preparó para su publicación los manuscritos del autor.
Gran parte de la acción de las cinco partes transcurre en la ciudad ficticia de Santa Teresa, que se ha identificado con Ciudad Juárez. La primera parte se titula La parte de los críticos, y los personajes principales son el francés Jean-Claude Pelletier, el italiano Piero Morini, el español Manuel Espinoza y la inglesa Liz Norton, profesores de literatura que se embarcan en la búsqueda del escritor alemán Benno von Archimboldi. En La parte de Amalfitano el personaje principal es Óscar Amalfitano, un profesor chileno que se trasladó a Santa Teresa desde Barcelona junto con su hija para dar clases en la universidad de dicha ciudad. En La parte de Fate, un periodista estadounidense, Quincy Williams, cuyo apodo es Fate, debido al fallecimiento de un compañero se desplaza a la ciudad mencionada a cubrir la noticia de un combate de boxeo. La cuarta parte se titula La parte de los crímenes y describe los asesinatos de mujeres acontecidos en la ciudad de Santa Teresa, junto con las investigaciones que se llevan a cabo y que normalmente no arrojan ningún resultado. La novela finaliza con La parte de Archimboldi, donde se narra la vida del escritor Benno von Archimboldi, y los intentos de su hermana para sacar al hijo de esta de la prisión de Santa Teresa. El nexo de todas las partes de la novela parece ser los asesinatos de las mujeres en Santa Teresa.
La novela ha recibido varios premios literarios. En el año 2004 obtuvo el premio Ciudad de Barcelona, y al año siguiente fue ganadora casi por unanimidad del Premio Salambó. El 12 de marzo de 2009 2666 ganó el National Book Critics Circle Award. Otros galardones que ha recibido la novela son el Premio Altazor, el Premio Municipal de Literatura de Santiago y el Premio Fundación José Manuel Lara al libro con mejor acogida por parte de la crítica especializada. Ha sido traducida al inglés, francés y al italiano entre otros idiomas.

## Creación de la obra e historia editorial
Roberto Bolaño era un escritor reconocido después de que su novela Los detectives salvajes fuera galardonada con los premios Herralde y Rómulo Gallegos en 1998 y 1999, respectivamente. Bolaño se encontraba gravemente enfermo, y en el año 2000 entró en lista de espera para someterse a un trasplante de hígado, que nunca pudo llevarse a cabo. Ante la inminencia de su muerte, el escritor chileno consagró sus últimos años a la realización de lo que él consideraba un proyecto de dimensiones colosales que dejaba atrás en extensión y en ambición a Los detectives salvajes. Al igual que con Los detectives salvajes, para escribir la novela utilizó material que ya había estado recolectando durante varios años antes. Algunos personajes ya habían estado confeccionándose hacía quince años, mientras que el personaje de Benno von Archimboldi lo había pensado al menos en 1998. Para documentarse sobre el norte de México, acerca de lugares como Ciudad Juárez donde nunca estuvo, se apoyó en colegas y amigos, como Sergio González Rodríguez, autor del ensayo Huesos en el desierto (2002), acerca de los feminicidios en Ciudad Juárez.
En una entrevista publicada en enero de 2001, en pleno proceso de creación de la obra, el propio autor se refirió a ella en los siguientes términos:

«2666 es una obra tan bestial, que puede acabar con mi salud, que ya es de por sí delicada. Y eso que al terminar Los detectives salvajes me juré no hacer nunca más una novela río: llegué a tener la tentación de destruirla toda, ya que la veía como un monstruo que me devoraba».
Roberto Bolaño

El escritor solía conversar extensamente con su amigo Jorge Herralde, director de la Editorial Anagrama, acerca del desarrollo de 2666, pese a no mostrarle ningún manuscrito hasta el momento de su muerte. De estas conversaciones se sabe que el libro en primera instancia se pensó como una única gran obra de más de mil páginas, pero que luego Bolaño pensó en dividirlo en dos extensos volúmenes. Sin embargo, el 30 de junio de 2003, un día antes de ser hospitalizado en el Hospital Universitario Valle de Hebrón de Barcelona, donde fallecería el 15 de julio debido a una insuficiencia hepática, Bolaño conversó extensamente con Herralde acerca del destino de la obra, optando finalmente por una pentalogía conformada por tomos que podían leerse de manera independiente. Las cuatro primeras partes del libro estaban para Bolaño ya terminadas, mientras que la quinta se encontraba todavía en fase de redacción. Esta decisión de dividir la obra en cinco pequeñas novelas la tomó pensando en que así las ventas serían más rentables para sus herederos.
Pese a esta última conversación, Herralde y la viuda de Bolaño, Carolina López, decidieron publicar el libro en un solo tomo, como habían sido los deseos iniciales del autor. La obra se publicó en octubre de 2004 y, según el crítico literario Ignacio Echevarría, de haber sobrevivido, Bolaño habría trabajado más en ella, aunque el resultado final es muy parecido al objetivo que el escritor se había planteado.
En 2016, fue reeditada por la editorial española Alfaguara, incluyendo imágenes de los cuadernos de escritura del autor. Según el crítico Alejandro Martínez, estas imágenes darían cuenta de una reinvención de la autoría de Roberto Bolaño en la que sus herederos asumen un papel central en su escritura. Esta nueva edición, además, borra la «Nota de los herederos», texto incluido en la edición de Anagrama en la que el autor reconoce la importancia que tuvieron Jorge Herralde e Ignacio Echevarría para la publicación de la novela inédita.

## Estructura y argumento
La novela se encuentra estructurada en cinco partes:

### «La parte de los críticos»
Narra la historia de cuatro profesores de literatura, expertos en la obra del escritor alemán Benno von Archimboldi: Jean-Claude Pelletier, francés; Manuel Espinoza, español; Piero Morini, italiano; y Liz Norton, inglesa. Archimboldi era un escritor prácticamente desconocido, pero que empieza a adquirir notoriedad, llegando incluso los rumores a considerarle favorito para ganar el Premio Nobel de Literatura, si bien los detalles acerca de su vida son totalmente desconocidos. Los profesores se conocen y se hacen amigos a raíz de coincidir en varios congresos acerca de literatura alemana, en los cuales se pone de manifiesto que sus posturas sobre la obra de Archimboldi coinciden. La relación entre ellos comienza a hacerse más íntima, siendo frecuentes las llamadas telefónicas o las visitas de un país a otro para encontrarse, lo que conduce a que Liz Norton mantenga relaciones sexuales con Pelletier y Espinoza. El francés y el español deciden mantener su buena relación a pesar de acostarse ambos con Norton y esperar a que ella se decida por uno de los dos.

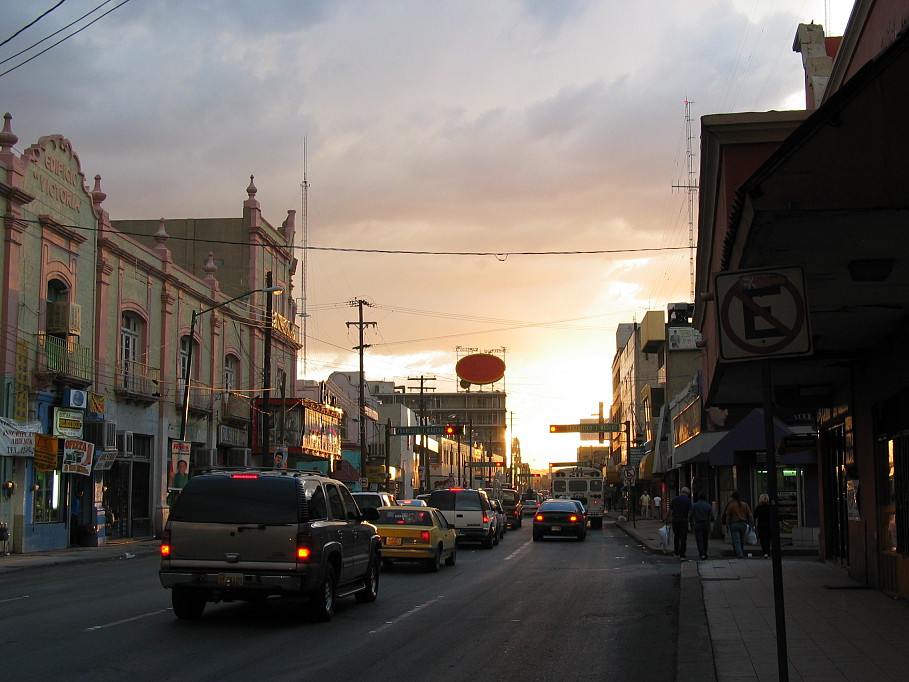
Ciudad Juárez, ciudad que se ha identificado con la localidad ficticia de Santa Teresa, donde transcurre gran parte de la trama de 2666.

Durante un seminario en la ciudad de Toulouse, conocen a un mexicano, Rodolfo Alatorre, quien afirma que un amigo suyo de México D.F. había conocido a Archimboldi hace poco tiempo. Al parecer, el escritor había estado en la capital mexicana, y de allí iba a coger un avión hacia Hermosillo, para luego dirigirse a Santa Teresa. Consideran que la información puede ser de fiar y deciden viajar a México para encontrar al escritor, con la excepción de Morini, que rehúsa desplazarse debido a su estado delicado de salud (padece esclerosis y se desplaza en silla de ruedas).
Cuando Norton, Espinoza y Pelletier llegan a su destino, les recibe el rector de la Universidad de Santa Teresa, y les pone en contacto con el profesor chileno Óscar Amalfitano. Este de primeras no les causa buena impresión, pero al conocer que ellos han traducido una obra de Archimboldi su opinión cambia. Junto con Amalfitano emprenden infructuosamente la búsqueda del alemán.
Una de las noches, en el hotel donde se alojaban, Espinoza, Pelletier y Norton practican un trío; después de esa experiencia no vuelven a mantener relaciones sexuales, y en Norton empieza a operarse un cambio, empezando a adoptar una actitud más introvertida, hasta que decide volver a Londres, dejando solos al francés y al español. Estos empiezan paulatinamente a perder la esperanza de encontrar a Archimboldi, comenzando Espinoza una relación con una joven vendedora de alfombras llamada Rebeca, y quedándose Pelletier en el hotel releyendo las obras del autor que buscan. Uno de los días les cuentan que en Santa Teresa se están produciendo asesinatos de mujeres, contándose las víctimas en más de doscientas.
Al final del relato reciben un correo electrónico de Norton, donde les cuenta que finalmente se ha dado cuenta de que a quién ella ama es a Morini, con el que empieza una relación. Pelletier y Espinoza permanecen en Santa Teresa con dos certezas: la certeza de que no van a encontrar a Archimboldi y la certeza de que este se encuentra en Santa Teresa o en los alrededores.

### «La parte de Amalfitano»
El protagonista principal de esta parte es Óscar Amalfitano, profesor de filosofía de origen chileno. Vivió en Argentina, Francia, España, donde estuvo casado con una mujer llamada Lola y fruto de esa relación tiene a su hija, Rosa; Lola los abandonó a los dos años de nacer Rosa, con el pretexto de ir a visitar a su poeta favorito, que estaba ingresado en el manicomio de Mondragón. Pasados unos años regresa para hacerles una visita, y le cuenta a Óscar antes de volver a irse que tiene un hijo en Francia y que ha contraído sida. Poco después de ese suceso, acepta un puesto de profesor en la ciudad de Santa Teresa y se traslada allí con su hija.
Una vez relatada la vida de Amalfitano antes de llegar a México, la novela se centra en su vida cotidiana y se puede apreciar lo cerca que se encuentra el profesor de la locura. Un ejemplo es cómo cuelga un libro de geometría escrito por Rafael Dieste de un tendedero en el patio de su casa, con el objetivo de que el volumen aprendiera «cuatro cosas de la vida real». También empieza a dibujar polígonos escribiendo en sus vértices nombres de filósofos y a oír voces dentro de su cabeza que el chileno identifica con su padre y con su abuelo.

### «La parte de Fate»
Fate, cuyo nombre real es Quincy Williams, es un periodista afroamericano procedente de Nueva York y que escribe en una publicación de Harlem dirigida a gente de raza negra que trata sobre temas políticosociales, hasta que la muerte inesperada de un compañero le conduce a cubrir un combate de boxeo en Santa Teresa. Al llegar a la ciudad, conoce a un periodista, Chucho Flores, que le informa sobre los asesinatos de mujeres cometidos. Al enterarse de estos sucesos, Fate se pone en contacto con su revista con la intención de que le dejaran cubrir las noticias de los feminicidios, obteniendo una negativa. En ese momento conoce a Guadalupe, una periodista que está cubriendo los asesinatos y que, al igual que él, está sustituyendo a un compañero fallecido, en este caso asesinado. Guadalupe tiene intención de entrevistar al sospechoso de los asesinatos, un estadounidense que se encuentra en la cárcel.
Cuando llega el día del combate, Fate asiste a la velada y allí Chucho Flores le presenta a Rosa, la hija de Óscar Amalfitano. Una vez finalizado el boxeo, Fate, Rosa, Chucho y unos amigos se van juntos, pero una escena violenta presenciada por el neoyorquino hace que huya junto con Rosa. Acaban en casa de Óscar Amalfitano y este, temeroso de lo que le pueda suceder a su hija, le da dinero a Fate para que la saque del país. Antes de abandonar México, el periodista junto con Rosa y Guadalupe se disponen a entrevistar al sospechoso de los asesinatos. Cuando se encuentran cara a cara con él, les llama la atención la gran estatura del preso.

### «La parte de los crímenes»

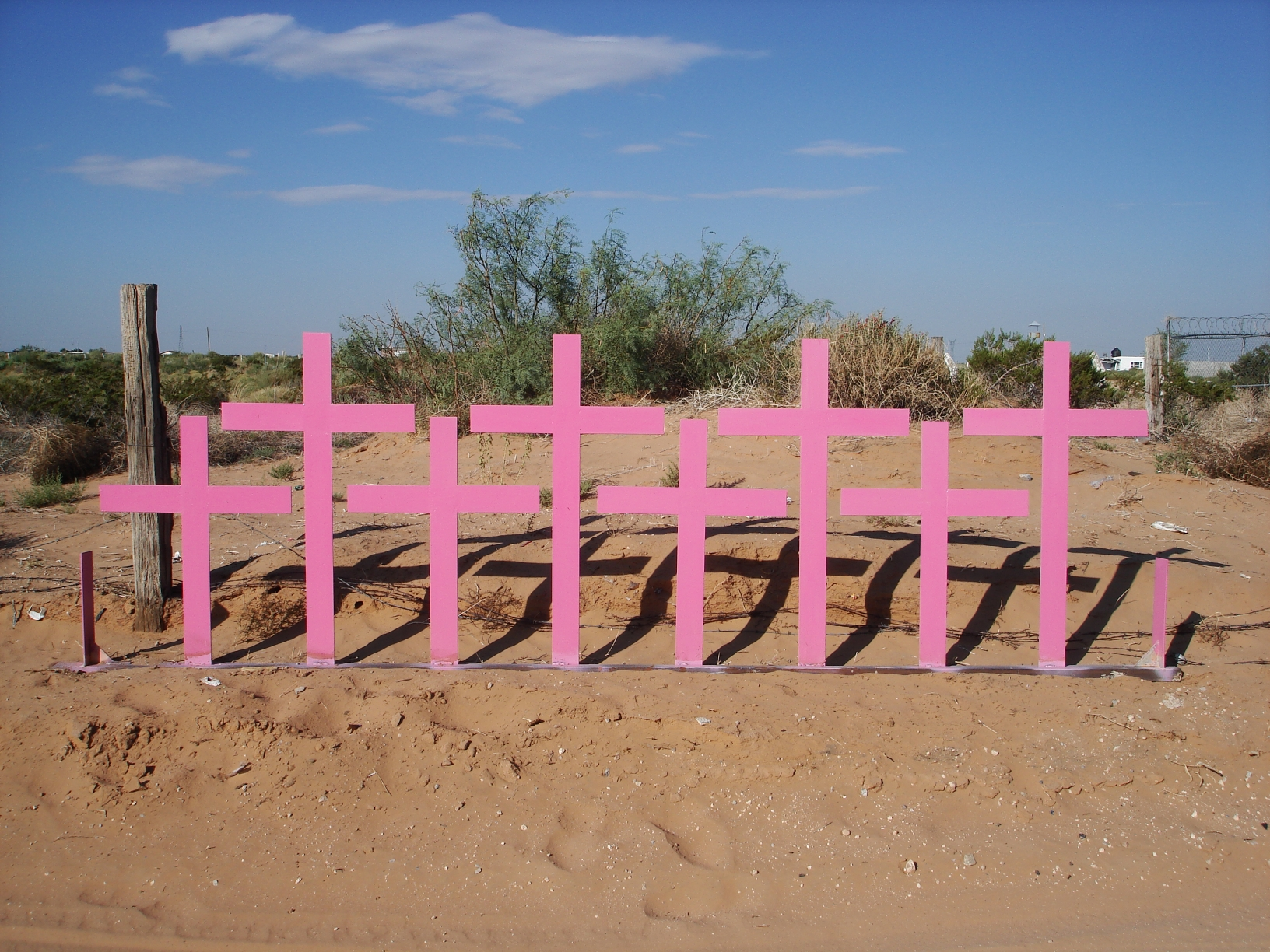
Cruces colocadas en Ciudad Juárez en el lugar donde fueron encontradas ocho mujeres asesinadas en 1996.

Esta parte constituye un acercamiento al eje conductor de toda la novela, los horribles crímenes que asuelan a Santa Teresa. Bolaño describe los asesinatos que se han cometido entre enero de 1993 y diciembre de 1997, empezando por la aparición del cadáver de Esperanza Gómez Saldaña. De cada víctima que aparece se describe la edad, la estatura, el oficio, la ropa que llevaba puesta, el nombre y la causa de la muerte. Si bien muchos asesinatos se ajustan a un mismo patrón, hay otros que son totalmente distintos y al menos uno de ellos resulta ser un suicidio.
Entre las descripciones de los crímenes se intercalan otras historias paralelas. Una de ellas es la investigación que lleva a cabo sobre el caso el policía Juan de Dios Martínez y su relación con Elvira Campos, la directora de manicomio de Santa Teresa. Sus pesquisas incluyen la búsqueda de un profanador de iglesias descontrolado que a veces mata. Otra historia es la de Klaus Haas, que después de las investigaciones llevadas a cabo por el agente Epifanio es considerado el autor de los asesinatos de Santa Teresa, por lo que ingresa en prisión. Desde la cárcel, Haas convoca varias ruedas de prensa en las que afirma que el culpable de los asesinatos es Daniel Uribe, miembro de una familia adinerada.
Otras historias dentro de esta parte de la novela son la de una adivina que interviene en un programa de televisión para pedir que se resuelvan los casos o la de una diputada del PRI que después de la desaparición de una amiga suya le encarga a un periodista que investigue el caso.

### «La parte de Archimboldi»

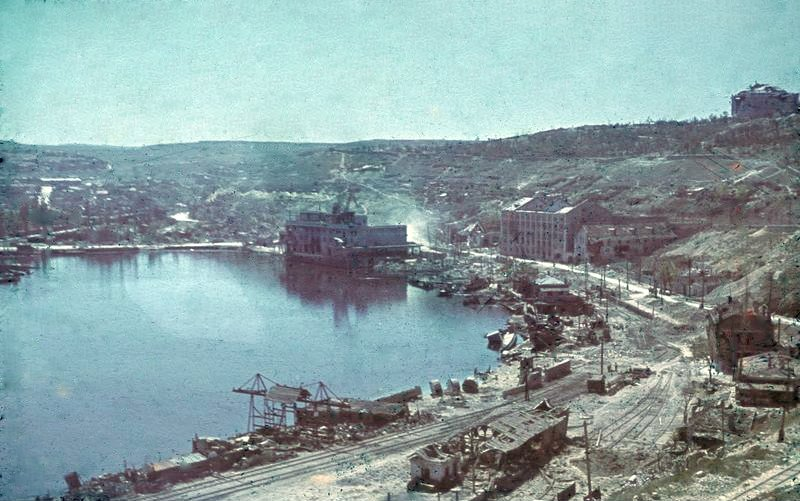
Puerto de Sebastopol en el año 1942 durante la Segunda Guerra Mundial. En esta ciudad resulta herido Benno von Archimboldi durante la contienda.

En esta parte se relata la vida del misterioso autor alemán. Comienza relatando cómo se casan los padres del escritor; un soldado cojo que combatió en la Primera Guerra Mundial y una mujer tuerta de su pueblo. Tienen dos hijos: el mayor, Archimboldi, cuyo nombre real es Hans Reiter y la pequeña, Lotte Reiter. Cuando Hans es pequeño sus profesores le declaran incompetente para los estudios, por lo que empieza a trabajar como sirviente en la casa de campo de un barón. Desempeñando su labor allí conoce a la hija de este y a su sobrino (Hugo Halder), que está enamorado de ella. En el año 1936 el barón cierra su residencia, lo que motiva que Hans tenga que trasladarse para encontrar trabajo. Recala en Berlín y encuentra allí a Hugo Halder, que le introduce en su grupo de amistades y le encuentra trabajo. 
En 1939 le reclutan en el ejército alemán para combatir durante la Segunda Guerra Mundial, formando parte de la infantería montada. Su regimiento se dirige a Polonia, combatiendo en las proximidades de Kutno. La envergadura de Archimboldi le convierte en un blanco fácil para los soldados polacos, pero el alemán transmite algo que sus superiores no saben explicar que impide que ninguna bala le acierte. La tropa, tras diversas escaramuzas, se dirige a Rumanía. En un castillo de ese país, fortaleza medieval de Transilvania que asumen que fue el de Vlad Tepes —Drácula—, se vuelve a encontrar a la hija del barón, la baronesa Von Zumpe. La noche del encuentro, Archimboldi, junto con otro soldado, accede a un pasadizo de la fortaleza desde donde se puede observar el dormitorio de la baronesa. Desde allí ven como mantiene relaciones sexuales con un militar rumano, el general Entrescu, llamándoles la atención el gran tamaño de su pene.

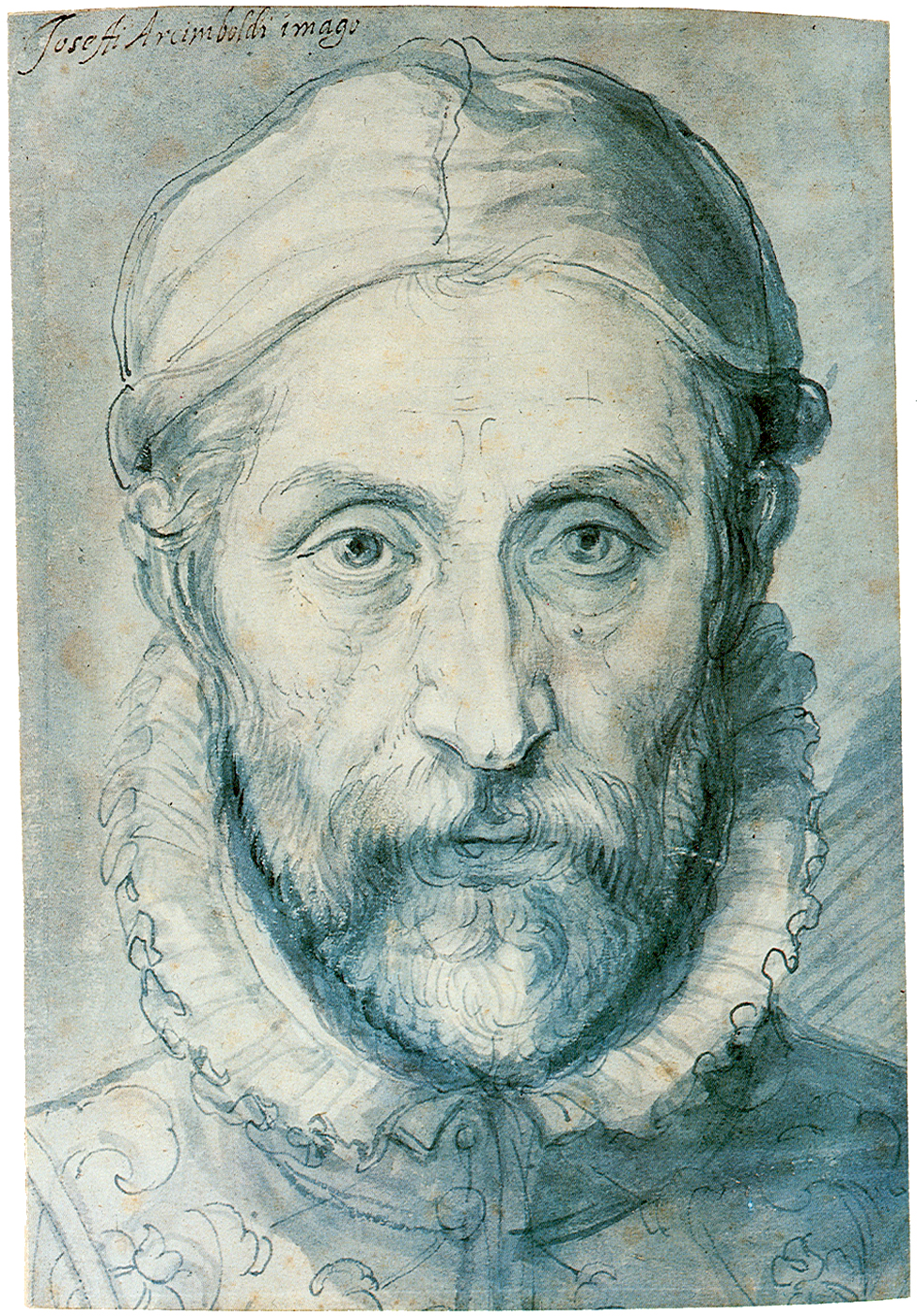
Autorretrato de Giuseppe Arcimboldo (1527-1593). Benno von Archimboldi usa el nombre del pintor italiano como seudónimo.

Durante un permiso intenta infructuosamente encontrar a Hugo Halder, pero en su lugar conoce a Ingeborg Bauer, una muchacha perturbada que reside con su familia en la antigua casa de Hugo. Después destinan a Archimboldi a la Unión Soviética y resulta herido cerca de Sebastopol. Le destinan a Ucrania para que se recupere de sus heridas y allí encuentra un manuscrito escondido en la chimenea de la casa donde vive. Se trata del relato autobiográfico de Boris Abramovich Ansky, un judío que después de alistarse en el Ejército Rojo se establece en Moscú y decide dedicarse a la literatura. En ella se habla de un escritor de ciencia ficción amigo de Ansky, Ivanov, que es condenado a muerte por Stalin debido a sus últimas obras, aunque en realidad fue Ansky el que las escribió. La narración de Ansky termina con la invasión de Polonia por el ejército nazi. En el manuscrito se menciona a un pintor italiano, Archimboldo, cuyo nombre se acabará convirtiendo en el seudónimo de Reiter.
Al poco las tropas alemanas comienzan la retirada. Cuando esto se produce, Reiter se encuentra el cadáver del general Entrescu crucificado. Finalmente se entrega al Ejército de los Estados Unidos, permaneciendo retenido en un campo de prisioneros. Cuando es liberado, se traslada a la ciudad de Colonia y se reencuentra con Ingeborg, convirtiéndose en pareja. Archimboldi consigue una máquina de escribir y comienza a crear su primera novela, adoptando como seudónimo el primer nombre que le viene a la cabeza, Benno von Archimboldi, consiguiendo que un editor, Bubis, que casualmente es marido de la baronesa Von Zumpe, le publique la obra y las restantes que escribe. Debido al estado de salud de Ingeborg, la pareja viaja por Europa con el fin de que ella se restablezca, pero finalmente fallece. Archimboldi empieza a residir en Venecia siendo ya un escritor de cierto éxito, y recibe ocasionalmente visitas de la baronesa Von Zumpe, con quien mantiene relaciones sexuales. Llegados a este punto empieza la narración de Lotte, la hermana de Archimboldi.

#### «Narración de Lotte»
En esta parte se narra las vivencias de Lotte. Se cuenta como desde pequeña sentía veneración por su hermano mayor, Hans, del que deja de tener noticias durante la guerra. Pasan los años y Lotte se casa con un mecánico, Werner, con quien tiene un hijo, Klaus Haas. Cuando Klaus crece resulta ser un joven conflictivo y acaba emigrando a los Estados Unidos. Al poco de llegar allí sus padres dejan de tener noticias de él. A los años, Lotte enviuda y en 1995 recibe un telegrama que le comunica que su hijo Klaus se encuentra preso en Santa Teresa, acusado de los asesinatos de mujeres. Lotte decide viajar a México para ver a su hijo y hacerse cargo de los gastos de la defensa. Pasan los años, y parece que el caso de su hijo se estanca, alternando Lotte estancias en México y en Alemania. En el año 2000, cuando va a volver a viajar a México compra una novela en el aeropuerto, El rey de la selva, escrita por Benno von Archimboldi, y se da cuenta de que el libro narra historias de su niñez y que la única persona que podría haber escrito algo así era su hermano Hans. Se pone en contacto con la editora que publica las obras de Archimboldi, la baronesa Von Zumpe, y le cuenta la historia de cómo su hijo está encarcelado. La baronesa le pide su dirección en Alemania y se despide de ella.
Cuando Lotte regresa a su país recibe la visita de su hermano. Después de hablar varias horas, Archimboldi comienza los preparativos para viajar a México para encargarse del caso de su sobrino.

## Epígrafe

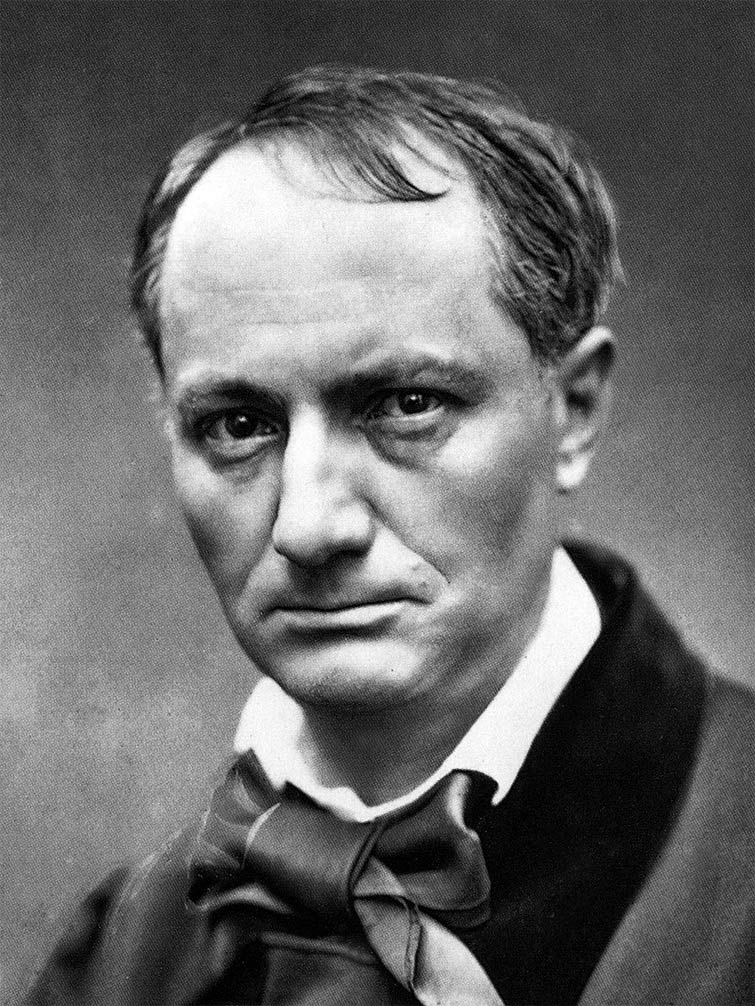
Charles Baudelaire (1821-1867). Roberto Bolaño utiliza un verso suyo traducido por él mismo como epígrafe de 2666.

La novela está encabezada por el siguiente epígrafe:

«Un oasis de horror en medio de un desierto de aburrimiento»
Charles Baudelaire

En la conferencia impartida por Bolaño «Literatura + enfermedad = enfermedad», publicada póstumamente en su libro de cuentos El gaucho insufrible, hace mención a esta cita, considerándola como un diagnóstico de la enfermedad del hombre moderno. Según el escritor chileno, para escapar del aburrimiento lo único que tenemos a mano es el mal. El verso pertenece al poema del francés Charles Baudelaire «El viaje», publicado en su libro Las flores del mal:

«Une oasis d’horreur dans un désert d’ennui !»
Charles Baudelaire, «Le voyage», Las flores del mal

Sin embargo, Bolaño introdujo cambios en la traducción original que Antonio Martínez Sarrión hizo del poema, cuya versión era: 

¡En desiertos de tedio, un oasis de horror!

La singularización del término «desierto», permite identificarlo con el desierto mexicano, permitiendo asociar el «oasis de terror» con los feminicidios de Santa Teresa. Se ha considerado que los cambios introducidos confieren una mayor fuerza a las palabras.

## Título
En la nota a la 1.ª edición de 2666 escrita por Ignacio Echevarría se apunta a que 2666 es una fecha. Esta aparece en la novela de Roberto Bolaño del año 1999 Amuleto. En ella, Auxilio Lacouture, siguiendo los pasos de Arturo Belano y Ernesto San Epifanio comenta:

Y los seguí: los vi caminar a paso ligero por Bucareli hasta Reforma y luego los vi cruzar Reforma sin esperar la luz verde, ambos con el pelo largo y arremolinado porque a esa hora por Reforma corre el viento nocturno que le sobra a la noche, la avenida Reforma se transforma en un tubo transparente, en un pulmón de forma cuneiforme por donde pasan las exhalaciones imaginarias de la ciudad, y luego empezamos a caminar por la avenida Guerrero, ellos un poco más despacio que antes, yo un poco más deprimida que antes, la Guerrero, a esa hora, se parece sobre todas las cosas a un cementerio, pero no a un cementerio de 1974, ni a un cementerio de 1968, ni a un cementerio de 1975, sino a un cementerio de 2666, un cementerio olvidado debajo de un párpado muerto o nonato, las acuosidades desapasionadas de un ojo que por querer olvidar algo ha terminado por olvidarlo todo.
Roberto Bolaño, Amuleto

## Recepción y crítica

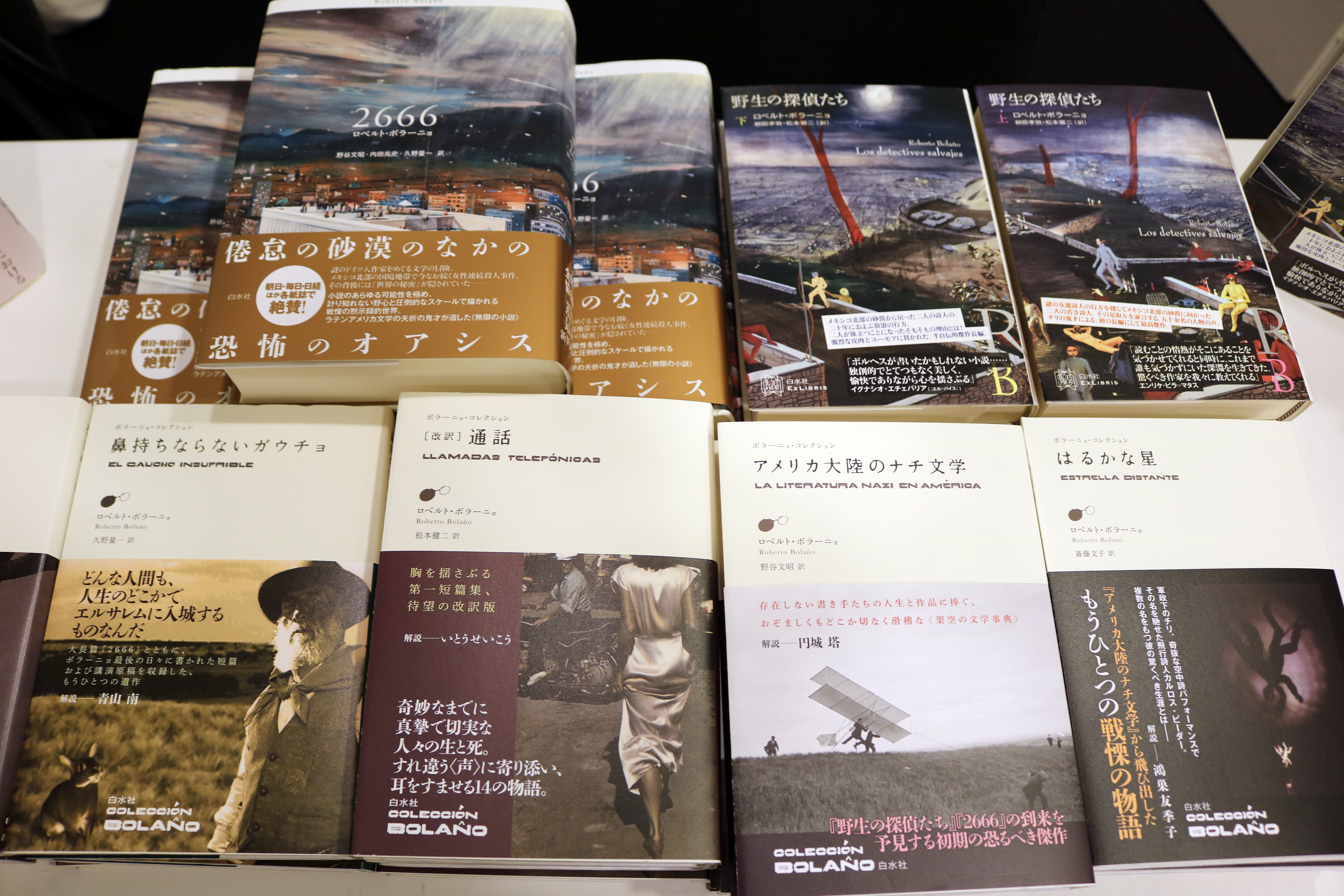
2666 (arriba, izquierda) junto a otros libros de Bolaño traducidos al japonés.

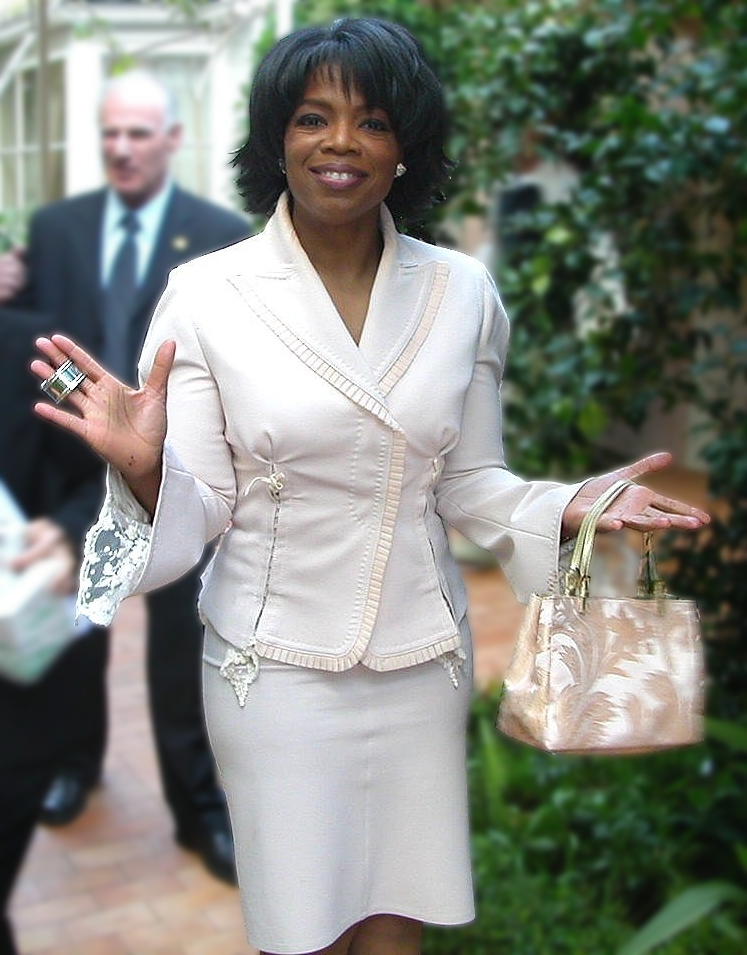
Oprah Winfrey elogió a 2666 antes de su salida al mercado en Estados Unidos al tener acceso a una copia en pruebas.

La novela recibió una gran acogida por parte de los lectores y de la crítica. En la mayoría de los resúmenes literarios anuales, tanto en España como en Latinoamérica, 2666 fue considerado como el mejor libro del año 2005.
Poco tiempo después de su lanzamiento, escribió su amigo el escritor y periodista Rodrigo Fresán:

La lectura de 2666 —partiendo desde «La primera vez que Jean-Claude Pelletier leyó a Benno von Archimboldi fue en la Navidad de 1980...» hasta cerrar, 1 119 páginas después, con «Poco después salió del parque y a la mañana siguiente se marchó a México»— es una de esas raras, exquisitas y asombrosas experiencias que muy de tanto en tanto nos ofrece la literatura.
Rodrigo Fresán

Para Fresán, el éxito de la novela se puede deber a la capacidad del autor para reescribir novedosamente los temas más típicos de la novela latinoamericana del siglo XX, como son «la dictadura, el exilio, cierta épica de la derrota o el malditismo de los poetas». Para el escritor Juan Villoro, también amigo del autor, 2666 es «una de las primeras novelas que dan cuenta de la realidad global del siglo XXI», y en ese sentido se trata de una saga que se puede considerar como «novela total». El crítico Juan Antonio Masoliver Ródenas considera a 2666 «su obra más importante y una de las más grandes de la literatura contemporánea en lengua castellana», una novela fragmentaria que describe una visión apocalíptica del siglo XX; un «soberbio testamento». Carmen Boullosa, por su parte, calificó esta obra de «una bestialidad furiosa».
El libro fue también un éxito de ventas, pese a su elevado valor, inevitable debido a su extensión. Luego que los doce mil ejemplares de la primera edición de octubre de 2004 se agotaron, se publicó una segunda edición en noviembre del mismo año, de tres mil ejemplares; luego en diciembre una de cinco mil; otra en febrero de 2005 de cuatro mil, y otra en abril de seis mil. Esto fue en ese momento un fenómeno prácticamente inédito en la obra de Bolaño, quien salvo por Los detectives salvajes solo había gozado de algunos miles de lectores.
En 2008 se empezó a comercializar en los Estados Unidos, y ya antes había recibido los elogios de la presentadora de televisión Oprah Winfrey, que había tenido acceso a un ejemplar de prueba. Ese mismo año el diario The New York Times la ubicó en el primer lugar de los diez libros de ficción más importantes de 2008. Al concedérsele el National Book Critics Circle Award, Marcela Valdés, miembro del Círculo Nacional de Críticos Literarios estadounidenses, comparó 2666 con Moby-Dick y con Meridiano de sangre en cuanto al análisis del mal que contienen dichas obras. El editor de Bolaño, Jorge Herralde, considera que la obra forma parte de un grupo de novelas inacabadas inmortales, junto a El proceso, El castillo, En busca del tiempo perdido, El hombre sin atributos o Bouvard y Pécuchet.
En 2019, un jurado de 84 expertos reunidos por el diario español El País eligió 2666 como la mejor novela del siglo XXI hasta ese momento.
La novela también recibió alguna crítica negativa. Camilo Marks considera que hubiera sido mejor publicar el relato en cinco volúmenes, como era el deseo del escritor. Define la novela como un «mastodonte de mil doscientas páginas», resultando muchas de ellas «superfluas, prescindibles, sobrecargadas de información innecesaria, en suma, agotadoras hasta para los fanáticos de las novelas largas».

## Análisis de la obra
La académica Carolyn Wolfenzon destaca dos tópicos importantes que según ella abarca la obra: «el problema de la amnesia histórica» y «la historia como una yuxtaposición de momentos espectaculares y precisos, pero aislados uno del otro». Estos tópicos, añade, también fueron desarrollados en la novela póstuma del autor, El Tercer Reich, que, sin embargo, fue escrita en 1989, quince años antes que 2666. Esta relación también se remarca en la semejanza del nombre de Ingeborg, novia de Udo Berger en El Tercer Reich, con el nombre de la novia de Hans Reiter. Para el escritor Jorge Carrión, dos temas importantes que aborda la novela son el exilio y la huida. Para el escritor Peter Elmore, se trata de una obra abierta, pero con unidad, cuyas partes están interconectadas por «el homicidio en serie y la pasión literaria», que «conjuga el pathos apocalíptico con la reflexión sobre el lugar de la escritura y de sus oficiantes en la encrucijada posmoderna». Para Elmore, las dos preguntas centrales de la novela tienen que ver con el develar a los dos autores incógnitos: Hans Reiter, por un lado, cuyo anonimato y clandestinidad como Archimboldi se relacionan con J. D. Salinger y Thomas Pynchon; y el autor de los crímenes, por otro, cuyo principal sospechoso es el sobrino del primero, Klaus Haas, con quien comparte semejanzas físicas, y que para Elmore conforman una figura del doble, y por sus notorias diferencias, también una figura de siameses. Así, «la escritura se compromete menos con la resolución de un enigma —a la manera de un relato policial— que con la revelación de un misterio»; por lo demás, sostiene, aquí «la sobriedad y la cordura no son garantes de la lucidez, así como el delirio no supone necesariamente un error de la percepción». El personaje de Archimboldi, como artista ermitaño y como escritor cuya contraparte es el criminal, relaciona a 2666 con Mao II (1991), de Don DeLillo.
Para Elmore, «La parte de los críticos» es una mezcla de «thriller académico» y «novela de campus», que además posee los enredos y combinaciones de «una comedia sentimental e intelectual sui géneris». Su trama, afirma, está moldeada por los romances de Norton con los otros tres críticos, estableciéndose entre ellos y Archimboldi una especie de relación de discípulos a guía espiritual. Elmore asocia la partida de los críticos Pelletier, Espinoza y Norton a Santa Teresa con la partida de Ulises Lima y Arturo Belano hacia el norte de México en Los detectives salvajes, también en busca de un escritor.
De acuerdo a algunos autores, la relación de Bolaño con «El norte» de México, especialmente en esta novela, pero también más implícitamente en otras de sus obras, puede asociarse con la visión de «El sur» de Jorge Luis Borges, como símbolo de fatalidad, sueños y pesadillas. Para las investigadoras Andrea Cobas y Verónica Garibotto, el desierto puede leerse aquí como el fracaso del modernismo, de manera análoga a Los detectives salvajes.
En «La parte de Amalfitano», Carrión considera a su protagonista otro alter ego de Bolaño, distinto de Arturo Belano.
Para Edmundo Paz Soldán, los feminicidios de «La parte de los crímenes» son una «metáfora del horror y el mal en el siglo XX», mientras que la transición del personaje de Archimboldi, de escritor que se encuentra a sí mismo durante la guerra, a escritor extraviado en Santa Teresa, buscado por los críticos, «cifra el destino» de dicho siglo. Paz Soldán además comenta que las descripciones minuciosas de los asesinatos en «La parte de los crímenes» han dado pie a diversas interpretaciones: como símbolo del narcotráfico, de sectas satánicas, de las pésimas condiciones laborales en las maquiladoras, prostitución, pobreza de la región, misoginia. Destaca el hecho de que dicho capítulo comience y termine con un crimen no resuelto, y asocia la multiplicidad de asesinatos y la búsqueda del personaje incógnito, que es Archimboldi, con las novelas de detectives. Para la investigadora Ángeles Donoso, esta repetición sistemática de los crímenes, que en sí misma genera violencia, es una propuesta estética y política del autor. Peter Elmore sostiene que la novela, al retratar la guerra y asesinatos, «despliega una inquisición en los límites y el sentido de esa ética [la ética del mal], de prestigio contestatario y rebelde, a la luz de las hecatombes totalitarias y de la violencia cotidiana contra las mujeres».
La descripción de Klaus Haas se da en general por la impresión que genera en los demás, ocultándose su consciencia y así quedando en duda su supuesta culpabilidad. Este tratamiento del personaje se asemeja en cierta forma al de Carlos Wieder en Estrella distante, pese a que allí el personaje sí es culpable de lo que se le acusa. La cárcel donde tienen a Haas para Elmore se describe como un «monasterio perverso; en ella, el recluso medita como un asceta maldito» o como un monje. Así, Haas tiene ecos del Maldoror de Lautréamont y de Harcamone en El milagro de la rosa de Jean Genet, con la diferencia de que Bolaño no exhibe una simpatía hacia su personaje.
En «La parte de Archimboldi», Elmore asocia al joven Hans Reiter con los personajes de las novelas Jakob von Gunten o Los hermanos Tanner de Robert Walser; mientras que su estancia en Berlín con los personajes de Hugo Halder y Noburo Nisamata se relaciona con A diestra y siniestra de Joseph Roth. Posteriormente, ya como escritor, Elmore asocia la variedad de la obra de Archimboldi con una «vocación experimental y exploratoria», impersonal salvo por El rey de la selva, ocultamente autobiográfica y por la cual Lotte lo contacta.
Con respecto al deambular de los distintos personajes de la obra por distintos lugares, la investigadora Valeria de los Ríos propone que Bolaño lo que hace es utilizar la figura del mapa, representado, como en Los detectives salvajes o el cuento «El viaje de Álvaro Rousselot» en El gaucho insufrible, «por un tour o trayectoria, que representa el espacio desde una perspectiva interna y móvil». De los Ríos propone que Bolaño utiliza la figura del mapa por sobre la del archivo, utilizada por el Boom latinoamericano.

## Conexiones con la realidad
En «La parte de Amalfitano», el poeta que va a visitar Lola al manicomio, y por el cual abandona a Amalfitano y a su hija Rosa, se trata de un trasunto de Leopoldo María Panero, autor del libro de 1987 Poemas del manicomio de Mondragón.
Los asesinatos de mujeres de «La parte de los crímenes» están claramente ligados a los feminicidios en Ciudad Juárez, siendo la ciudad de Santa Teresa un trasunto de Ciudad Juárez, ciudad mexicana ubicada en la frontera con Estados Unidos y en la que existen múltiples maquiladoras. Aquí también aparece Sergio González Rodríguez, el autor de Huesos en el desierto, como reportero.
Peter Elmore destaca el hecho de que Hans Reiter fue también el nombre de un funcionario e intelectual nazi, aunque el personaje de 2666 no comparte ni su biografía ni sus ideas.

## Premios
- 2004 - Premio Ciudad de Barcelona
- 2004 - Premio Salambó
- 2005 - Premio Altazor de Chile
- 2008 - Premio del Círculo de Críticos Nacional del Libro de Estados Unidos

Tanto el Premio Ciudad de Barcelona como el Premio Salambó fueron otorgados por primera vez de manera póstuma. Además la obra recibió en el Premio Fundación José Manuel Lara el premio a la mejor acogida crítica por parte de la prensa especializada, y obtuvo una mención especial en el Premio de los Libreros de Madrid.
Con respecto al Premio Altazor, Bolaño ya había ganado el mismo premio el año anterior, con su libro de cuentos El gaucho insufrible, también de manera póstuma.

## 2666en el teatro
La primera adaptación teatral de esta novela se estrenó el 29 de junio de 2007 en el Teatre Lliure de Barcelona, en el marco del Festival Grec y con la coproducción del teatro Cuyàs del Cabildo de Gran Canaria. La obra fue dirigida por Àlex Rigola, con guion adaptado por él mismo junto a Pablo Ley. La puesta en escena, de más de cinco horas de duración, fue ensayada durante solo dos meses, respetando la estructura fundamental de la novela. Fue interpretada por los actores Julio Manrique, Andreu Benito, Joan Carreras, Chantal Aimée, Alicia Pérez, Cristina Brondo, Manuel Carlos Lillo, Ferran Carvajal, Félix Pons, Alba Pujol y Víctor Pi. Esta obra, presentada en ciudades como Madrid, Granada, Las Palmas, París y Santiago de Chile (en el Festival Internacional Santiago a Mil 2008) en 2008 obtuvo el premio Max a la mejor obra de teatro.
Años más tarde, el 6 de febrero de 2016 se estrenó en el Goodman Theatre de Chicago una nueva adaptación de la novela, del director artístico Robert Falls. El guion, que mantiene la estructura de cinco partes de la novela, pero se centra en lo esencial de cada una de ellas, fue adaptado por el propio Falls, junto al dramaturgo y director Seth Bockley. Esta obra fue producida por Roy Cockrum, un actor retirado evangélico, que en julio de 2014 obtuvo un millonario premio de la lotería en Tennessee, y en octubre del mismo año se contactó con Falls para financiar el montaje. Esta versión, que dura alrededor de cinco horas y media de duración, y cuenta con 15 actores que interpretan a más de ochenta personajes, recibió una excelente crítica por su estreno.
En 2016, una adaptación francesa de 12 horas de 2666, dirigida por Julien Gosselin, fue presentada en teatros y festivales de Francia.